# Limnophila (Limnophila) disposita
Limnophila (Limnophila) disposita is een tweevleugelige uit de familie steltmuggen (Limoniidae). De soort komt voor in het Australaziatisch gebied.